# Entrevue de Trèves
L'entrevue de Trèves est une réunion au sommet qui a eu lieu à l'automne 1473, dans la ville allemande de Trèves, entre l'empereur germanique Frédéric III et le duc de Bourgogne Charles le Téméraire.
Ce dernier comptait surtout sur cette rencontre pour y obtenir une couronne royale. Malgré de longs pourparlers, l'entrevue prit fin abruptement sans aboutir à ce résultat. Elle constitue par conséquent un échec notable de la politique ducale visant à transformer les possessions bourguignonnes en un État à part entière.

## Contexte et objectifs

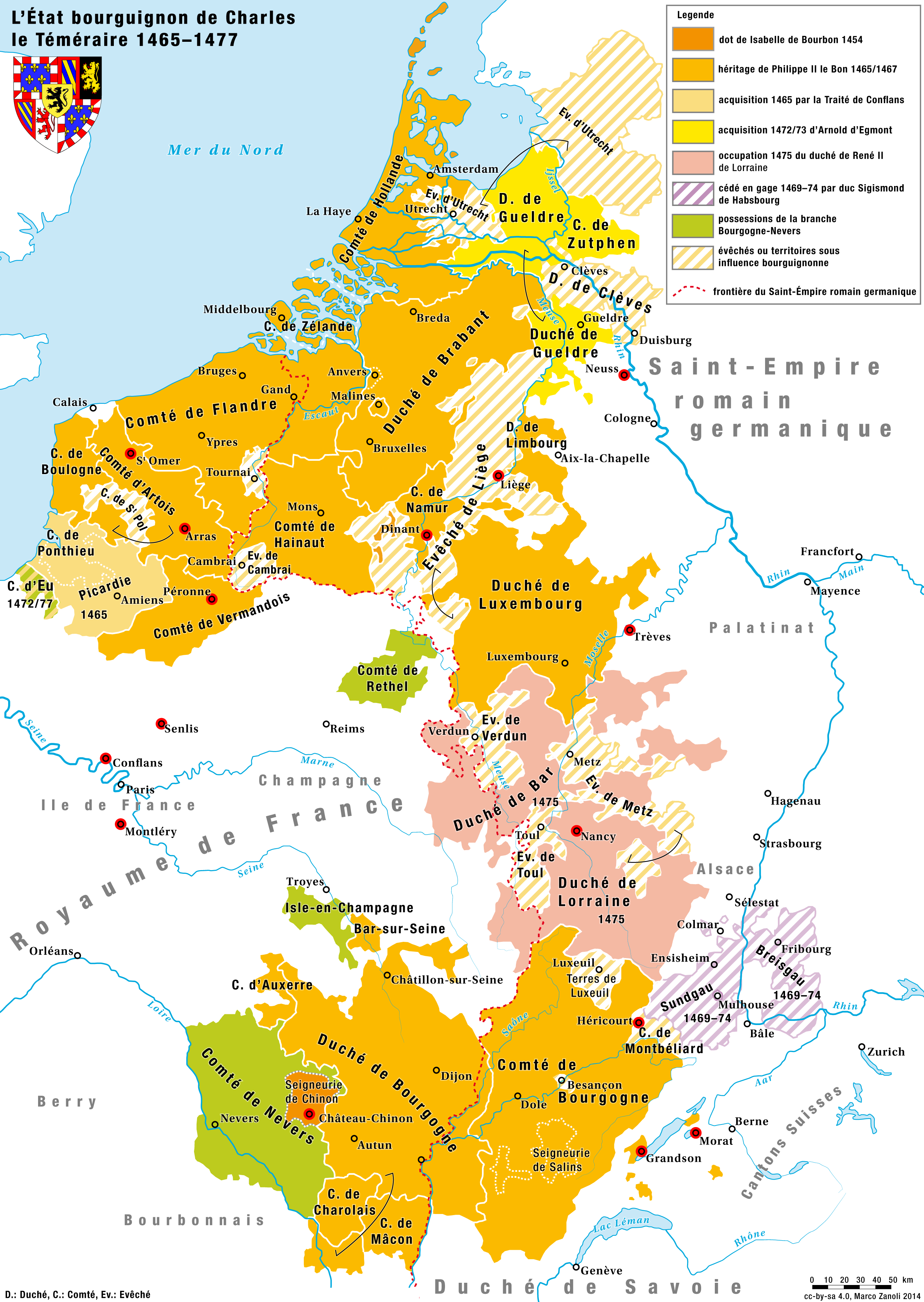
Possessions de Charles le Téméraire (1467-1477).

Duc de Bourgogne depuis 1467, Charles le Téméraire est à la tête de possessions partagées entre la mouvance impériale à l'Est et l'inféodation au royaume de France à l'Ouest. Menant une politique belliqueuse caractérisée par son hostilité au roi de France Louis XI et par sa volonté d'étendre et d'unifier l’État bourguignon pour en faire un État à part entière, il convoite particulièrement le duché de Lorraine en tant que point de passage entre la Bourgogne et les Pays-Bas bourguignons.
Il vient d'ailleurs d'augmenter ces derniers territoires après être intervenu dans la guerre civile opposant le duc de Gueldre Adolphe d'Egmont à son père Arnould. Après avoir appuyé ce dernier et signé avec lui le traité de Bruges (30 décembre 1472), Charles le Téméraire a acquis en viager le duché de Gueldre, y compris le comté de Zutphen. À la mort d'Arnould (février 1473), Charles a donc hérité de la Gueldre aux dépens d'Adolphe, ce qui a provoqué la résistance des villes du duché, poussant ainsi le duc de Bourgogne à faire affirmer ses droits par le conseil de l'Ordre de la Toison d'or (3 mai) et à soumettre militairement la ville de Nimègue (19 juillet).
Afin de consolider son autorité sur cette nouvelle possession, Charles compte sur l'investiture impériale que pourrait lui accorder Frédéric III, dont il recherche par ailleurs l'alliance face à Louis XI. Il souhaiterait également que l'empereur lui cède la Lorraine, dont le duc, Nicolas, meurt opportunément sans héritier le 27 juillet. Il aimerait enfin que Frédéric lui accorde le titre de roi, ce qui ferait de lui le souverain d'un État unifié et puissant au sein du Saint-Empire romain germanique.
Charles propose donc un accord à Frédéric : en échange de la promesse de mariage de son unique héritière, Marie (16 ans), avec le fils de l'empereur, Maximilien (14 ans), il sera désigné roi des Romains. Ainsi bien placé pour succéder à Frédéric, qui est alors âgé de 58 ans, soit 19 ans de plus que lui, il ferait dans ce cas nommer Maximilien roi des Romains.
Probablement méfiant envers un marché qui pourrait coûter l'empire à sa famille si Charles (qui pouvait encore avoir un fils par la suite) n'honorait pas entièrement sa part de l'accord, et peu enclin à rompre avec Louis XI, Frédéric est en revanche très intéressé par la formidable dot de Marie. Il accepte donc d'en conférer avec Charles lors d'une rencontre officielle en présence des princes-électeurs de l'empire. Metz avait été envisagée pour accueillir l'événement, mais comme une épidémie y faisait rage au mois de juillet, c'est la ville de Trèves qui est finalement retenue.
| |  |
| Frédéric III (portrait attribué à Hans Burgkmair d'après un original perdu de 1468) et Charles le Téméraire (par Rogier van der Weyden). |  |

## Déroulement

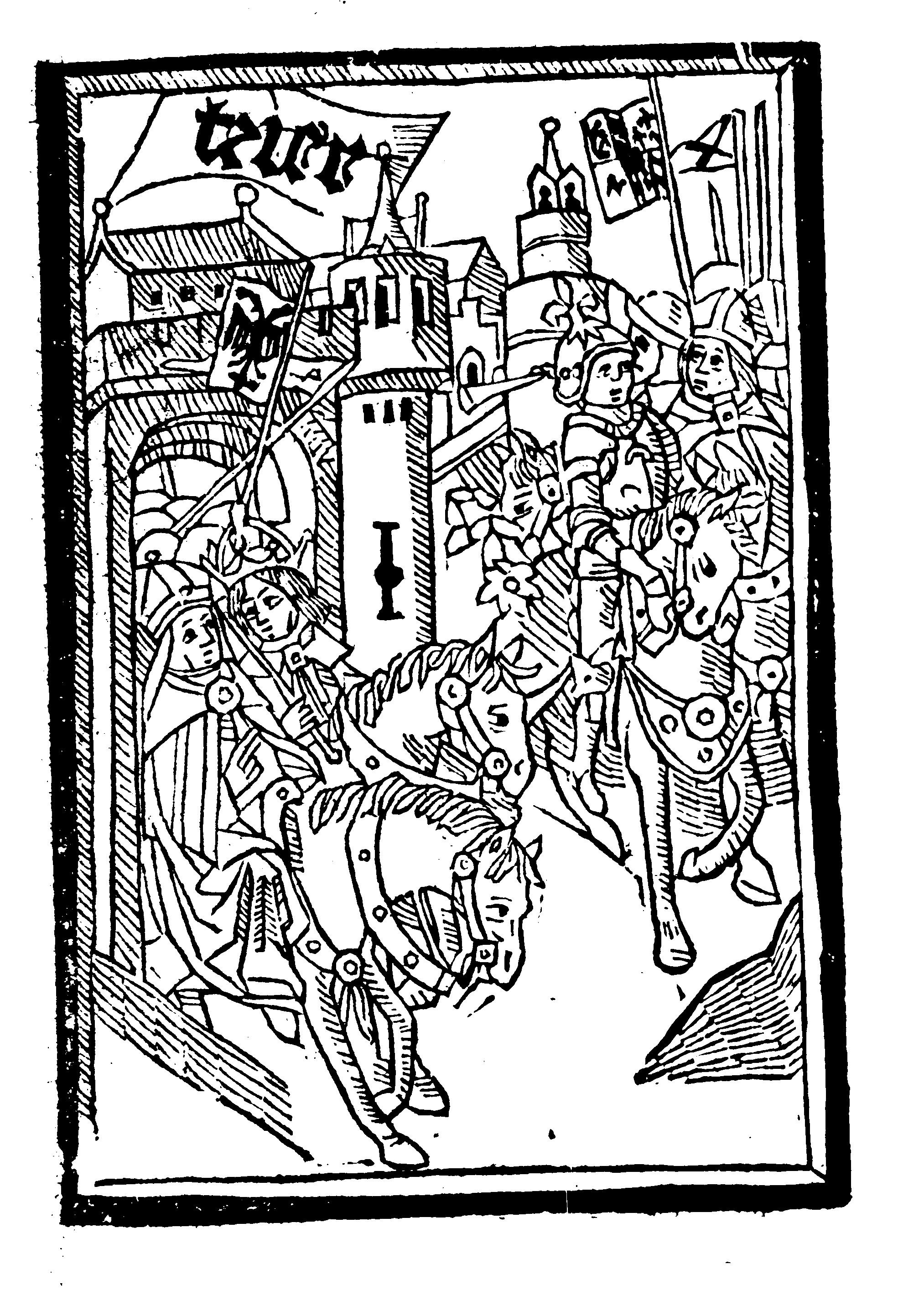
Entrée solennelle de l'empereur et du duc dans Trèves (xylogravure extraite de l'ouvrage Komst van Keiser Frederyck te Trier, Hollande du Sud, vers 1480).

Arrivé à Trèves le 29 septembre, Frédéric en ressort le lendemain pour accueillir le duc de Bourgogne, aux côtés duquel il fait son entrée solennelle dans la ville archiépiscopale. Le Téméraire frappe les esprits par sa suite somptueuse et par le luxe ostentatoire de sa tenue.
Le 3 octobre, une conférence d'apparat a lieu à l'abbaye Saint-Maximin. L'archevêque de Mayence, Adolphe II de Nassau, y prononce une harangue latine prônant l'union des princes chrétiens face à la menace ottomane. Par la voix de son chancelier Guillaume Hugonet, Charles y répond favorablement en précisant que celui qui empêche l'union nécessaire n'est autre que Louis XI. Si des discussions se poursuivent à ce sujet les jours suivants, cet appel à la croisade est en réalité assez éloigné des préoccupations réelles du duc de Bourgogne.

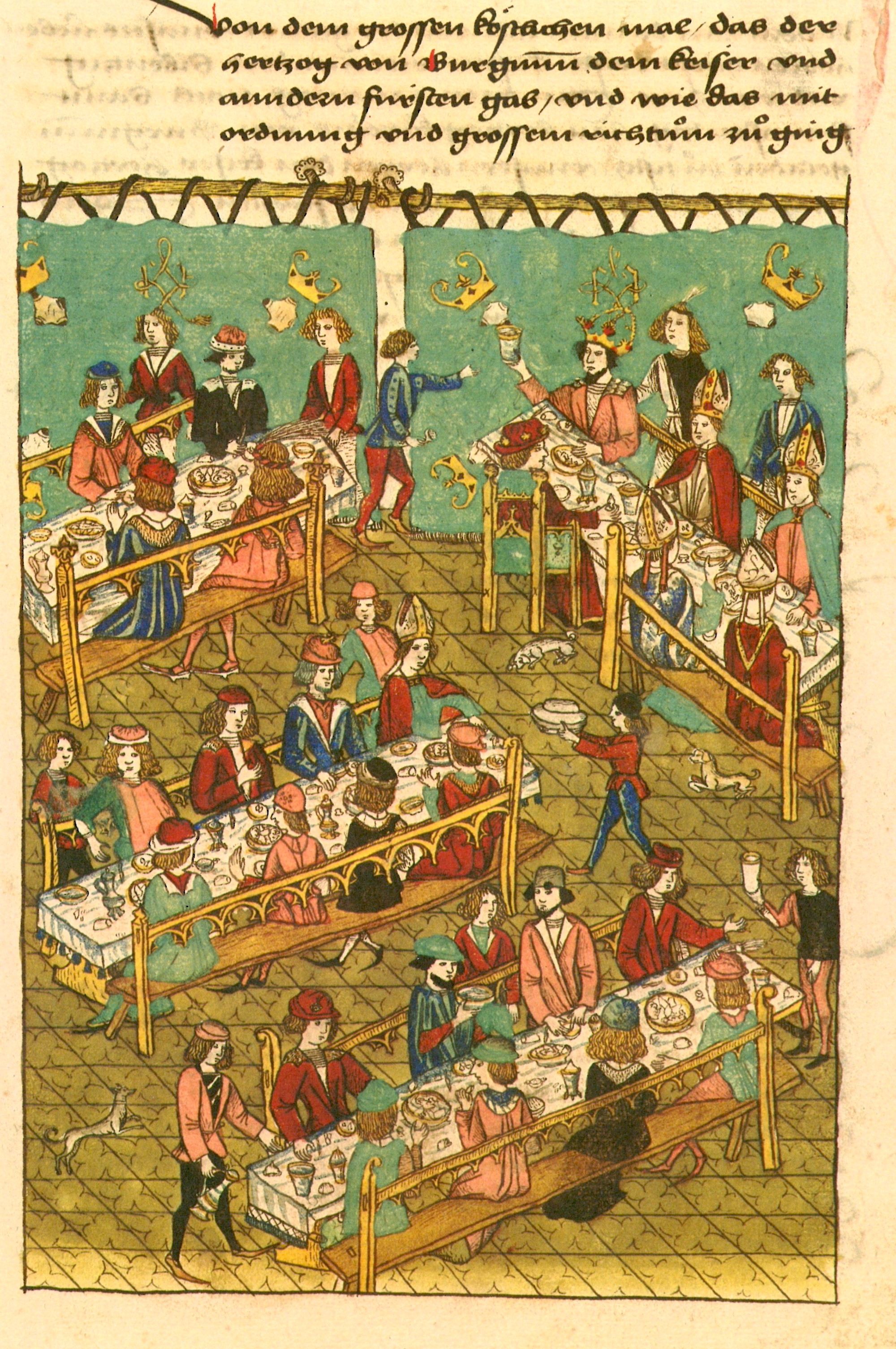
Banquet du 7 octobre (Diebold Schilling le Vieux, Chronique de Zürich, vers 1480, p. 121).

Le 7 octobre, Charles convie l'empereur et ses conseillers à un somptueux banquet. Il déploie sa propagande en faisant suspendre des tapisseries à la gloire d'Alexandre le Grand qui établissent un parallèle évident entre le conquérant antique et le duc de Bourgogne. D'autres tentures illustrent les mythes de la guerre de Troie et de la toison d'or.
Outre la magnificence arrogante étalée par Charles, le bruit de ses ambitions démesurées et son mépris affiché du rang et des prérogatives des princes-électeurs irritent ou inquiètent les princes allemands. L'un d'eux, Albert IV de Bavière, quitte la ville dès le 18 octobre. Cette inquiétude est d'autant plus fondée que le pouvoir du Téméraire semble s'accroître de jour en jour : tout en préparant une alliance avec le roi de Hongrie Matthias Corvin et en se mêlant aux affaires de l'archevêché de Cologne, il place la Lorraine sous sa tutelle, en signant avec le nouveau duc, René II, un traité ouvrant aux troupes bourguignonnes les routes ainsi que plusieurs places fortes de ce duché (15 octobre).
Si Charles a renoncé assez vite à l'espoir d'être élu roi des Romains, c'est pour mieux reprendre son projet d'être nommé roi de Bourgogne par l'empereur.
Soucieux de ménager les différentes parties, Frédéric propose à Charles un accord qui mécontente le duc de Bourgogne. S'il accorde à Charles non seulement la Gueldre mais aussi la Savoie (dont la duchesse-régente, Yolande, penche pour la Bourgogne), il n'est en revanche plus question d'un quelconque titre royal. De plus, plutôt qu'une alliance contre Louis XI, l'empereur propose au contraire une triple-alliance incluant le roi de France et scellée par un projet de mariage entre la princesse Cunégonde d'Autriche (8 ans) et le dauphin Charles (3 ans).
En colère, Charles rompt les négociations et fait annoncer son départ le 31 octobre. Tenant avant tout au projet de mariage entre Maximilien et Marie, Frédéric est finalement prêt à céder dès le 5 novembre : le couronnement royal du Téméraire semble dès lors imminent. Le procès-verbal du 4 novembre consigne un protocole d'accord entre les délégués bourguignons et impériaux qui précise que le royaume ainsi constitué au sein du Saint-Empire comprendrait :
- le comté de Hainaut ;
- le duché de Brabant ;
- le comté de Hollande ;
- le comté de Zélande ;
- la Frise ;
- le duché de Gueldre ;
- le duché de Luxembourg ;
- l'Alsace ;
- la comté de Bourgogne ;
- le duché de Clèves ;
- le duché de Lorraine ;
- le duché de Savoie ;
- les principautés épiscopales d'Utrecht, de Liège, de Toul et de Verdun[6].

Un tel ensemble de territoires aurait pratiquement reconstitué l'ancienne Lotharingie.
Acceptées par l'empereur, les revendications du duc de Bourgogne sont cependant froidement accueillies par les princes de l'empire et leurs conseillers, qui cherchent à gagner du temps en faisant valoir que tous les princes-électeurs, censés donner leur assentiment, ne sont pas présents à Trèves.
Après avoir montré son empressement à conclure l'affaire, Frédéric se rallie à son tour à cette stratégie de temporisation. Le 23 novembre, au lieu d'un traité définitif, c'est donc une simple convention qui est signée. Elle prévoit de conclure l'affaire lors d'une prochaine conférence, en février 1474, ce délai devant permettre à Charles d'obtenir l'adhésion des princes-électeurs.
Alors que l'entrevue devait se conclure par une cérémonie solennelle le 25 novembre, on apprend au matin que l'empereur a quitté la ville en catimini pendant la nuit. Les apparences ayant été sauvées in extremis par les entreprises diplomatiques d'Ulrich de Montfort pour l'empereur et de Pierre de Hagenbach pour le duc, Charles quitte Trèves le soir même.

## Bilan
L'entrevue de Trèves est un échec pour le Téméraire, qui doit se contenter de l'investiture impériale pour la Gueldre, officialisée le 6 novembre. Non seulement il n'a pas obtenu le titre royal qu'il convoitait, mais en plus ses ambitions n'ont fait qu'aggraver l'inquiétude des villes libres, cantons et seigneuries menacées par l'expansion bourguignonne. C'est le début des Guerres de Bourgogne, qui entraînent la défaite et la mort du duc de Bourgogne en 1477.
Préparée à Trèves, l'union entre Marie de Bourgogne et l'archiduc Maximilien aura quant à elle bien lieu, quelques mois après la mort de Charles le Téméraire.